# Hallen van Schaarbeek
De Hallen van Schaarbeek (Frans: Halles de Schaerbeek) is een voormalige markt die sinds 1991 dienstdoet als Europees cultureel centrum. Het heeft een zeer gevarieerde programmatie en biedt plaats aan 2000 staande of 750 zittende toeschouwers.

## Indeling
Het hallencomplex bestaat uit drie in elkaar overlopende gedeelten: een grote hal, een kleine hal en een overdekte straat (ruelle) van waaruit men toegang heeft tot de andere twee delen. De grote hal (6.237 m²) is aan omgeven door een mezzanine (1.463 m²) op gietijzeren kolommen. Hij is volledig onderkelderd. In de kelderruimte bevinden zich de bar en de foyer. De kleine hal (380 m²) is toegankelijk vanuit de Grondwetstraat.

## Geschiedenis
In 1865 had de gemeente Schaarbeek een eerste overdekte markt gebouwd op de hoek van de Grondwetstraat en de nieuw aangelegde Koninklijke Sinte-Mariastraat. De markt kreeg de naam "Sinte-Maria", zoals de straat waaraan hij was gelegen. De plannen ervoor waren ontworpen door de gemeentelijke architect Hansotte, die nauw samenwerkte de aannemer Bertaux, gespecialiseerd in geklonken ijzeren structuren. Boeren uit de landelijke omgeving kwamen er hun producten verkopen. Het gebouw brandde volledig af in 1898. De gemeente liet het gebouw opnieuw optrekken door architect Jaumot (1901). Zijn ontwerp werd gedragen door zes metalen spanten die een ruimte van 32 meter breed overspanden.
Rond de Eerste Wereldoorlog ging het bergaf met de markt. De mensen gingen hun inkopen elders doen en de marktkramers verloren hun belangstelling. De gemeente ging het gebouw gebruiken als opslagplaats voor de dienst Openbare Werken. In 1960 werden de hallen aangekocht door de huisvestingsmaatschappij Société coopérative de Locataires d’Habitations et de Logements Familiaux. Dit verhinderde lokale artiesten niet om avant-gardistische voorstellingen te beginnen geven in de kleine hal.
Begin jaren 70 nam een bouwpromotor een optie om het complex aan te kopen. Na protest uit culturele hoek (Jo Dekmine en Jean de Salle) voorkwam de Franse Commissie voor de Cultuur van de Brusselse Agglomeratieraad hun afbraak door het gebouw te verwerven in 1975. De FCC had echter nauwelijks middelen voor een renovatie. In 1983 gaf ze het gebouw in erfpacht aan de Franse Gemeenschap, die het in twee fasen grondig liet renoveren (1984-85 en 1994-97). Bij deze laatste interventie werd een nieuwe dragende structuur gecreëerd binnen het bestaande gebouw. Dit kwam tegemoet aan de technische vereisten en de nood aan geluidsdichtheid, maar onttrok de originele dakstructuur enigszins aan het gezicht. Het gebouw is overigens niet beschermd.

## Enkele hoogtepunten
- De verwaarloosde grote hal ontving in 1975 de voorstelling Mistero Buffo van Dario Fo.
- Van 1990 tot en met 1993 werden de eerste vier edities van het festival Couleur Café er gehouden, met onder meer in 1992 Papa Wemba en The Wailers.
- Arno stelde er in 1993 zijn album Idiots savants voor.

## Verder lezen
- X (red.) (2004), Les Halles de Schaerbeek, 2e deel van de serie Visions (Brussel: La Lettre volée - Communauté française de Belgique), 112 blz.

## Voetnoten
1. ↑  https://www.halles.be/nl/37/Geschiedenis (geraadpleegd op 10 april 2014). Gearchiveerd op 12 mei 2023.
2. ↑  Robert Wangermée (1995), Dictionnaire de la chanson en Wallonie et à Bruxelles, blz. 299-300 - Lees op Google Boeken